# Coș de gunoi

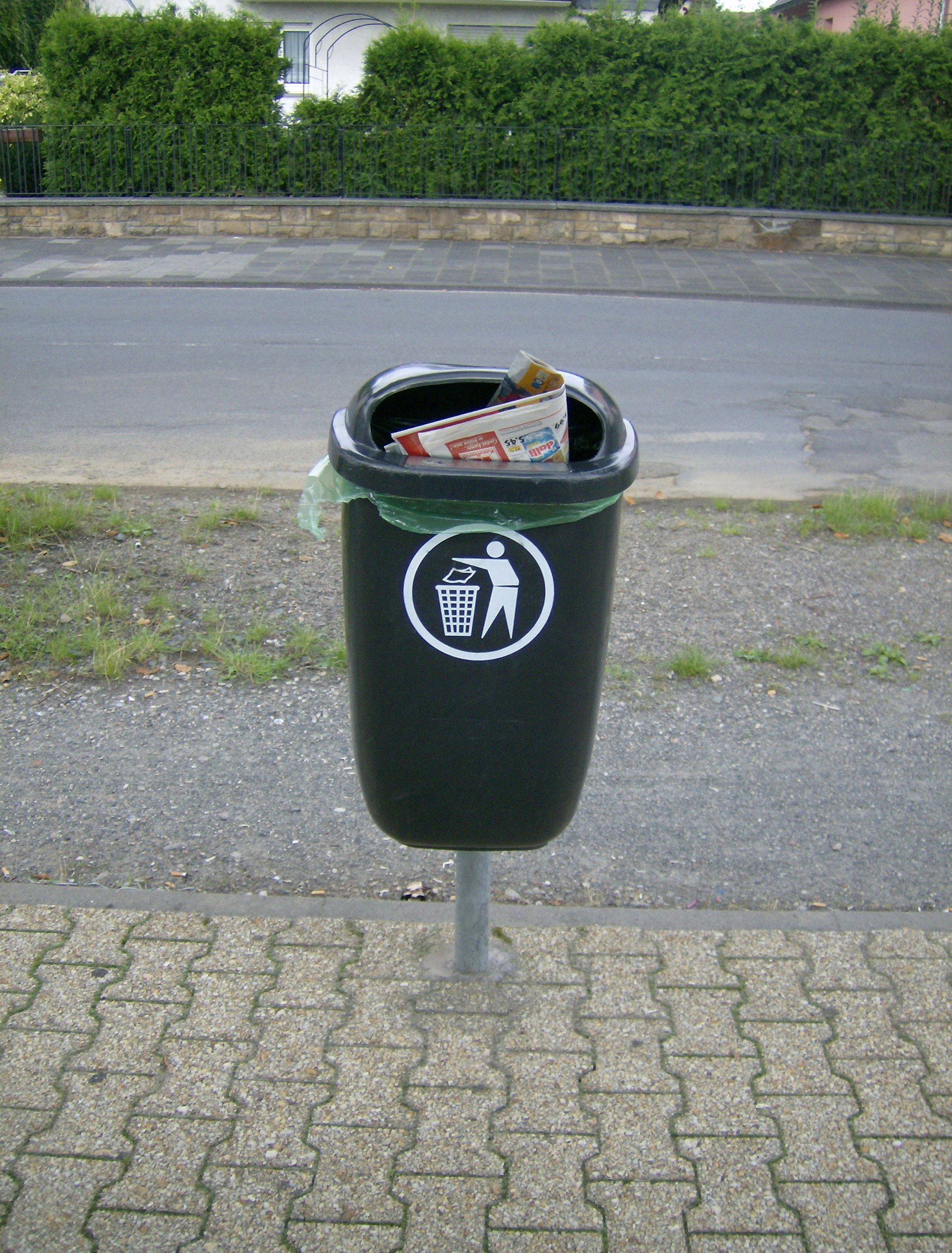
Coș de gunoi

Un coș de gunoi este folosit pentru a strânge deșeurile menajere sau industriale. Este fabricat din material plastic HDPE, material plastic special DURAPOL (rezistent la șocuri mecanice), tablă galvanizată, oțel inoxidabil, metal cromat, lemn, beton si plasă metalică.
Coșurile de gunoi sunt împărțite în mai multe categorii: 
- coșuri gunoi pentru interior [1]
- coșuri gunoi pentru exterior
- coșuri gunoi mixte cu scrumiere

Cel mai utilizat este coșul de gunoi din plastic.  
Coșul de gunoi este vopsit in mai multe culori: verde, albastru, galben, negru, alb, portocaliu, rosu, maro. Obligativitatea colectării selective in spațiile de birouri, centre comerciale, cabinete medicale, școli, universitați, impun folosirea a minim 3 coșuri de gunoi de culori diferite: verde, albastru, galben.

## Legături externe
- Garbage Bin History